# Manila-Umschlag

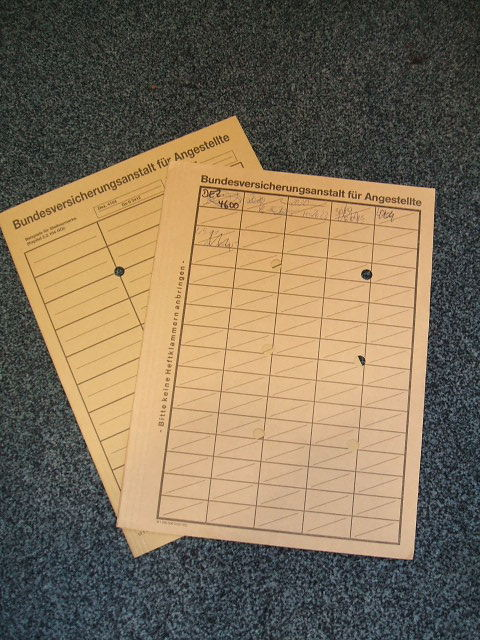
Manila-Umschlag

Der Manila-Umschlag ist ein Briefumschlag im Hochformat für DIN-A4-Dokumente. Er ist traditionsgemäß beige, manchmal werden aber auch andere Farben verwendet, um Kategorien der enthaltenen Dokumente zu unterscheiden. Der Manila-Umschlag ist in der Regel mit Löchern von rund einem Zentimeter Durchmesser versehen, sodass erkennbar ist, ob der Umschlag Dokumente enthält.
Der Manila-Bestandteil des Namens leitet sich vom Manilahanf her, einem seit 1918 unter anderem nach Deutschland exportierten Produkt der philippinischen Faserbanane. Aus den Blattscheiden der Pflanze, verarbeitet zu einer faserhaltigen wässrigen Pulpe, wurde der Karton für Manila-Umschläge ursprünglich hergestellt. Diese Textilbanane wächst auf den Philippinen, nach deren Hauptstadt Manilahanf benannt wurde.